# Dragon Player
Dragon Player is een mediaspeler voor de desktopomgeving KDE. Het is de voortzetting van de mediaspeler Codeine voor KDE 3, die oorspronkelijk werd ontworpen en ontwikkeld door Max Howell. Dragon Player wordt ontwikkeld als voortzetting van Codeine voor KDE 4 door Ian Monroe. Dragon Player maakt gebruik van Phonon, een multimedia-API voor verschillende multimedia-frameworks. Daardoor is het mogelijk alle formaten af te spelen die een bepaald multimediaframework ondersteunt. De mediaspeler was de standaard videospeler in de KDE 4-versie van Kubuntu 8.04 tot 12.04.

## Functies
- Eenvoudige interface
- Pauzeren van video's
- Ondertiteling
- Videoweergaveinstellingen (helderheid, contrast)
- Afspelen van cd's en dvd's[18]